# 권상연
권상연(權尙然, 1751년 ~ 1791년 12월 8일)은 조선의 천주교 순교자이다. 세례명은 야고보이다. 고모상을 당하여 내종형제(4촌)인 윤지충과 함께 신주를 없애고 천주교식으로 장례를 치렀다는 죄목으로 구금되어 순교하였다. 이 두 사람의 순교 사건을 가리켜 '신해박해' 또는 '진산사건'이라고 한다. 2021년 9월 1일에 천주교 전주교구는 2021년 3월 초남이성지의 바우배기에서 성역화 작업을 하던 중 권상연의 유해가 발견되었다고 발표했다.

## 일대기
권상연은 안동 권씨로, 전라도 진산군 출신이다. 윤지충 바오로의 외사촌 형으로, 그를 통해 천주교 교리를 배우고는 1787년에 입교했다.
1790년 베이징 교구장인 구베아 주교가 조선 로마 가톨릭 교회에 제사 금지령을 내리자, 전라도 진산군에 사는 선비 윤지충와 그의 외종사촌 권상연은 함께 이 가르침을 따르고자 집안에 있던 신주를 불살랐다. 1791년 여름 윤지충이 모친상을 당하여 권상연과 함께 어머니의 유언대로 유교식 상장(喪葬)의 예를 쓰지 않고 조문을 받지 않았으며, 로마 가톨릭 예식으로 장례를 치러 종친들을 분노케 했다.
이에 대한 소문이 중앙에 전해짐으로써 조정에서는 논쟁이 벌어졌다. 정조는 천주교 탄압을 주장하는 노론 벽파의 주장에 힘을 실어주어, 진산군수 신사원을 시켜 두 사람이 사회도덕을 문란케 하고 무부무군(無父無君)의 사상을 신봉하였다는 죄명으로 "윤지충과 권상연을 체포하라"는 명령을 내렸다. 진산군수는 윤지충의 집을 찾아 사당에서 위패를 넣어두는 주독을 발견하고 열어보았으나 위패는 없었다. 피해 있던 윤지충과 권상연은 윤지충의 숙부가 감금됐다는 소식에 1791년 10월 진산 관아에 자수했다. 
그러나 그들은 로마 가톨릭 신앙을 버리라는 말을 듣지 않았다. 진산 군수는 자신의 힘으로는 두 사람을 회유할 수 없다는 판단이 들자 두 사람을 전주의 전라 감영으로 이송했다. 전라 감영에서 갖은 문초와 혹독한 고문에도 두 사람은 끝까지 신앙을 버리지 않자, 전라 감사는 조정에 장계를 올려 두 사람에 관해 보고했으며 조정에서 두 사람을 처형해야 한다는 소리가 커지자 결국 임금은 처형을 윤허했다. 이로써 윤지충과 권상연은 1791년 12월 8일(음력 11월 13일) 전주 남문 밖(현재 전동성당 자리)에서 차례로 참수형으로 순교했다.(→신해박해) 그의 나이 41살이었다. 권상연은 2014년에 시복되었다.